# Anjem Choudary
Anjem Choudary (Welling, Londres, 18 de enero de 1967) es un abogado británico conocido por su activismo político a favor del islamismo. Se encuentra encarcelado por hacer campaña en pro de la adhesión a la organización ilegal llamada Estado Islámico de Irak y el Levante, proscrita por la ley antiterrorista del año 2000. En calidad de abogado, fue portavoz de Islam4UK hasta su encarcelamiento.
Colaboró con Omar Bakri Muhammad en la formación de la organización islamista Al-Muhajiroun, la cual planificó varias manifestaciones o marchas de tinte antioccidental, inclusive una manifestación en Londres que no había sido autorizada, y debido a la cual se ordenó la comparecencia de Choudary ante un tribunal. El gobierno del Reino Unido ilegalizó Al-Mohajiroun y Choudary participó en los inicios de la organización que la sucedería: Ahlus Sunnah wal Jamaah. Posteriormente colaboraría en formar Al-Ghurabaa, que también acabó ilegalizada. Posteriormente se convirtió en el portavoz de Islam4UK. Ha llegado a ser censurado por parte de organizaciones musulmanas integradas en la sociedad y ha sido ampliamente atacado por los medios de comunicación británicos.
En su crítica a la participación del Reino Unido en las guerras de Irak y Afganistán, Choudary alabó a los terroristas que perpetraron los atentados del 11 de septiembre de 2001 (Nueva York) y del 7 de julio de 2005 (Londres). Defiende la implantación de la sharia —la ley religiosa islámica— en el Reino Unido y en Polonia. Participó en actos de protesta con motivo de la publicación de caricaturas de Mahoma por parte del Jyllands-Posten, a continuación de los cuales se le enjuició por organizar una manifestación ilegal. Durante un acto de protesta frente a la Catedral de Westminster en 2006, Choudary manifestó frente a los asistentes a la misma que habría que ejecutar al Papa por insultar al islam.
El 6 de septiembre de 2016, Choudary fue condenado a cinco años y seis meses de prisión por hacer apología de la organización ilegal ISIS.

## Inicios
Nacido en el Reino Unido el 18 de enero de 1967, Anjem Choudary es de ascendencia pakistaní e hijo de un comerciante del mercado de Welling. Asistió en Woolwich a la escuela primaria Mulgrave Primary School.
Se matriculó para estudiar medicina en la Universidad de Southampton, donde se le conocía como Andy, pero no aprobó los exámenes de su primer año de carrera. En respuesta a las acusaciónes de que habría sido muy «aficionado a las fiestas» y que se «colocaba» (drogaba) con sus amigos, Choudary confesó en 2014: «no siempre fui [musulmán] practicante... cometí muchos errores en mi vida».
Se cambió a la carrera de Derecho y pasó su último año académico (1990-1991) en Guildford antes de trasladarse a Londres para enseñar inglés como lengua extranjera. Encontró trabajo en una compañía de servicios jurídicos y completó todos los requisitos legales para obtener la licencia de abogado.
Choudary se convirtió en presidente de la Society of Muslim Lawyers ('Sociedad de abogados musulmanes') pero su nombre fue eliminado del registro oficial de abogados en 2002.[¿Por qué?]
Choudary saltó a la actualidad por primera vez en 1999: el Sunday Telegraph lo había señalado como parte de una trama de reclutamiento de musulmanes que luego eran enviados a luchar al extranjero. Él manifestó al periódico que «antes de dejar el país para luchar en las filas de organizaciones como el IIF ['Frente Islámico Internacional', por sus siglas en inglés], los voluntarios son formados el Reino Unido. Parte de la formación comprende el uso de armas de fuego y munición real».

## Organizaciones

### Al-Muhajiroun
Choudary abrazó la ideología del islamismo y fundó Al-Muhajiroun ('Emigrantes) junto al líder islamista Omar Bakri Muhammad. Se trataba de una organización salafista. Los dos hombres se conocieron en una mezquita local donde Bakri impartía un tafsir (interpretación del alcorán). En 2002, a la salida de un mercadillo organizado por Al-Muhajiroun (que se había anunciado mediante volantes e informalmente), Choudary dio una charla en Slough sobre educación. En ella se perfilaban claramente sus ideas sobre un sistema paralelo de educación islámica en el Reino Unido y se incorporaban otros elementos de la ideología de la organización. Ese mismo año, y aunque el entonces alcalde de Londres, Ken Livingstone, no había emitido su autorización, organizaron una concentración en Londres el 25 de agosto. A Choudari se le ordenó comparecer en el Bow Street Magistrates' Court ('Juzgado menor de Bow Street') en enero de 2003. Se le acusaba de «exhibir un aviso, anuncio o cualquier otro contenido escrito o gráfico», «utilizar sistemas para la amplificación del sonido», «dar un discurso o emitir un comunicado público» y «organizar una asamblea».
En 2003 y 2004 organizó un campamento de temática islámica en que Bakri impartió charlas. El campamento estaba emplazado en los terrenos de 54 acres (220 000 metros cuadrados) de la escuela Jameah Islamiya School, en East Sussex. Al campamento, anunciado de manera informal, asistieron 50 varones musulmanes, la mayoría de los cuales pertenecían a Al-Muhajiroun. Bakri más tarde sostuvo que en el campamento se impartían seminarios sobre el islam, se jugaba al fútbol y al paintball. En septiembre de 2006, a raíz de conocerse informaciones de que se reclutaba y entrenaba a terroristas por dicho medio, la policía practicó registros en la escuela. Según testimonios de presuntos miembros de Al-Qaeda, recabados en el Centro de detención de Guantánamo, en 1997 y 1998 Abu Hamza y grupos de unos 30 de sus seguidores asistieron a campamentos de entrenamiento militar en la escuela, donde se ejercitaron en el uso de rifles AK47, pistolas y un lanzagranadas simulado. No se detuvo a nadie y el 23 de septiembre de 2006, primer día del Ramadán, alumnos y profesores reingresan al recinto escolar.
El gobierno británico había barajado la idea de expulsar a Bakri del país aun antes de los atentados terroristas del 11 de septiembre de 2001. En julio de 2003 la policía hizo una redada en la sede de Al-Muhajiroun y los domicilios de Bakri y Choudary. Al año siguiente, bajo una nueva legislación antiterrorista, el gobierno anunció que pretendía poner fuera de la ley a Al-Muhajiroun. En 2005 Bakri se enteró de que corría peligro de que lo procesaran por hacer apología de los terroristas que perpetraron los atentados del 7 de julio de 2005 en Londres. De ese modo, en agosto salió del Reino Unido con destino al Líbano, donde decía estar de vacaciones. A la salida de un canal de televisión, donde manifestó que él solo regresaría al Reino Unido en calidad de visitante, fue detenido por las fuerzas de seguridad libanesas y enviado a una cárcel de Beirut. Varios días después, el ministro del interior británico, Charles Clarke, prohibió el retorno de Bakri al Reino Unido, justificando la decisión en que su presencia en el país «no era conducente al bien común». Choudary condenó la decisión y pidió saber qué había hecho Bakri que la justificara. Sostuvo que los ministros se inventaban los reglamentos para asegurarse de que Bakri no reingresara al país. En noviembre, Choudary y otros tres seguidores de Bakri fueron expulsados del Líbano y devueltos al Reino Unido. Choudary culpó a Asuntos Exteriores de haber orquestado su deportación, alegando que los cuatro habían ido allí para ayudar a Bakri a iniciar una madrasa.
Después de su deportación Choudary asistió en Londres a la inauguración de Ahlus Sunnah wal Jamaah, que pretendía que fuese la organización sucesora de Al-Muhajiroun. Choudary dijo que Bakri no formaba parte de la dirección de la nueva organización pero que «nos encantaría que el sheij [Bakri] tuviese alguna participación». La organización opera principalmente desde un foro de internet al que se accede solamente por invitación y al cual contribuye el propio Choudary bajo el seudónimo de Abou Luqman. Un periodista que visitó el sitio manifiesta haber sido testigo de llamamientos a la guerra santa y haber encontrado grabaciones de Osama Bin Laden, Ayman al Zawahiri y Omar Bakri Muhammad.
En junio de 2009 Al-Muhajiroun trató de reimpulsarse en el Conway Hall, Holborn. Se invitó a varios oradores a compartir el escenario con Choudary pero algunos adujeron posteriormente que se los había invitado con engaños. Cuando los organizadores islamistas prohibieron que accediesen mujeres al acto, el presidente de la sociedad que era titular del Conway Hall anunció la cancelación del acto, a continuación de lo cual empezó a verse acosado por muchos de los asistentes. Choudary tomó el micrófono de la mano del presidente y empezó a corear la consigna «sharia for UK» ('[implantad] la sharia en el Reino Unido'), haciendo referencia a la exclusión de las mujeres con las siguientes palabras: «judíos y cristianos nunca harán la paz con nosotros hasta que nos hagamos como ellos o nos asimilemos a su forma de actuar». Fuera del edificio, Choudary criticó la sociedad británica y predijo que los musulmanes se harían mayoritarios en una o dos décadas. Cuando se le pregunto por qué vivía en el país si se quejaba tanto de su sociedad, respondió: «Venimos aquí a civilizar a las personas para que salgan de las tinieblas y la injusticia y entren en la belleza del Islam».

### Al Ghurabaa
Choudary fue también portavoz de Al-Ghurabaa ('Extranjeros'), que se creía una filial de Al-Muhajiroun. Fue ilegalizada en 2006 por el entonces ministro de interior John Reid. Choudary se indignó: «lo fácil es prohibir la voz disonante cuando se está perdiendo la batalla dialéctica. ... Nosotros [Al-Ghurabaa] no somos una organización paramilitar y solamente se nos puede acusar de haber sido vehementes en la defensa de nuestros puntos de vista, los cuales tocan desde la política exterior del gobierno en Iraq y Afganistán hasta todo el conjunto de leyes draconianas que en este país se han aprobado en contra nuestra».

### Islam4UK
En noviembre de 2008 Choudary organizó un acto de la, por entonces, recientemente creada organización Islam4UK, la cual manifestaba en su página web haber sido «formada por musulmanes sinceros para constituirse en una plataforma que propague la supremacía de la ideología islámica en el Reino Unido como alternativa divina a la legislación concebida por los hombres» y para «persuadir a los británicos de la superioridad del Islam... modificando así la opinión pública en favor del Islam de modo que se pueda transferir todo poder y autoridad... a los musulmanes y así implantar la sharia [en el Reino Unido]». Según Ed Husain, cofundador del think-tank antiterrorista Quilliam Foundation ('Fundación Quilliam'), Islam4UK fue «una escisión de Al-Muhajiroun ['emigrantes'] e Hizb ut-Tahrir ['partido de la libertad'], los padres del extremismo en el Reino Unido». El acto, que se anunció como una conferencia para «levantarse a defender el buen nombre de los musulmanes», tuvo lugar en un centro comunitario de Tower Hamlets. Más tarde, Choudary anunció que Bakri se dirigiría a los asistentes por videoconferencia pero tuvieron problemas técnicos. Cuando una mujer musulmana preguntó cómo podían justificarse los comentarios de uno de los conferenciantes si el islam era una religión de paz, Choudary dijo: «El Islam no es ninguna religión de paz... es una religión de sumisión. Hemos de someternos a la voluntad de Alá».
Al anunciarse que Islam4UK pretendía organizar una marcha de protesta en Wootton Basset (pueblo conocido por rendir tributos espontáneos a los cadáveres de los militares repatriados de la guerra de Afganistán a su paso por la localidad), Choudary dijo «Puede ser que de vez en cuando veais regresar al país uno o dos ataudes, pero si pensais en la gente de Afganistán, se trata de una cifra enorme [de muertos] en comparación... Pretendo escribir una carta a los pádres de los soldados británicos para contarles la realidad de por qué murieron». La carta abierta de Choudary se publicó el 3 de enero de 2010. En ella explicaba sus razones para convocar la marcha de protesta, manifestaba sus creencias religiosas y sostenía que los políticos británicos habían mentido en lo tocante a la guerra. Choudary escribió que la convocatoria pretendía «hacer partícipes a los británicos de las verdaderas causas por las que sus soldados vuelven a casa en bolsas de plástico así como del verdadero coste de la guerra». En una entrevista concedida a Sky News, afirmó que el lugar se eligió pensando en atraer cierta atención de los medios de comunicación, lo cual no sería posible, de haberse elegido otro sitio. La pretensión fue condenada por el primer ministro británico, Gordon Brown, que dijo que estaría «totalmente fuera de lugar» ofender a los familiares de los soldados heridos o fallecidos. También condenó esta convocatoria el centro Minhaj ul Quran International situado en Forest Gate, así como el Muslim Council of Britain ('Consejo Musulmán del Reino Unido'), que manifestó «condenar la convocatoria de una marcha en Wootton Bassett por parte del grupo criptoextremista Islam4UK». El acto fue desconvocado por la organización el 10 de enero de 2010.
A partir del 14 de enero de 2010 Islam4UK quedó fuera de la ley, de acuerdo a la ley antiterrorista del año 2000, de forma que la pertenencia a dicha organización pasa a ser ilegal y sancionable con penas de prisión. Choudary criticó la decisión. En una entrevista para BBC Radio, dijo: «ahora se nos señala como organización extremista o terrorista e incluso se nos ilegaliza simplemente por expresarlo» y «creo que esto colisiona con los conceptos de democracia y de libertad». Después de su detención como sospechoso de promover el terrorismo y su posterior liberación en septiembre de 2014, Choudary dijo que le preguntaron si apoyaba o era miembro de organizaciones ilegales, incluidas Islam4UK y Need4Khalifah, los cuales son considerados sucesores de Al-Muhajiroun por el gobierno británico.

## Opiniones
Choudary se refirió a los terroristas de los atentados del 11 de septiembre de 2001 como «mártires magníficos». En 2003 dijo que Al-Muhajiroun «alentaría a la gente a cumplir con sus deberes y responsabilidades islámicos» aunque también dijo que la organización era un mero movimiento político que no se responsabilizaba de las acciones llevadas a cabo individualmente. En 2004 dijo que era «cuestión de tiempo» que se produjese un atentado en suelo británico. Se negó a condenar los atentados de Londres del 7 de julio de 2005, pero acusó al Consejo Musulman del Reino Unido, que sí los había condenado, de «vender su alma al diablo». Culpó a la política exterior del Reino Unido del asesinato de Lee Rigby (2013), un soldado británico que estaba fuera de servicio.
Choudary ha mostrado su apoyo a la comunidad musulmana de Somalia, la cual —según él— ha sido violada por etíopes asistidos por cristianos, y ha hecho un llamamiento también para que otros miembros se unan a la yihad.
El Wall Street Journal describe a Choudary como militante de «la rama fundamentalista del Islam conocida como salafismo». Cree en la primacía del Islam sobre otras religiones y en la implantación completa de la sharia —la ley religiosa islámica— en el Reino Unido. En 2001 dijo que su fidelidad estaba con el islam y no con país alguno. Considera que para un musulmán genuino «el pasaporte británico no es más que un documento de viaje». En octubre de 2006 habló ante un auditorio en el Trinity College de Dublín para expresar su oposición a la declaración de que «Esta institución cree que la violencia islamista es injustificable en cualquier caso». En febrero de 2008 el Arzobispo de Canterbury, Rowan Williams, comentó que «en realidad ciertas provisiones de la sharia ya están reconocidas por nuestra sociedad y nuestro ordenamiento jurídico». Choudary respondió que la sharia «debe adoptarse en su integridad» y que «[su adopción] llegará o bien por medio de la afiliación al Islam, ya que es la religión de mayor crecimiento en todo el país, o bien porque el Reino Unido sea conquistado por un país musulmán, o bien porque haya sectores que abracen el Islam y lo impongan».
En 2008 habló de que la «bandera de la sharia» flamearía sobre Downing Street antes de 2020, y manifestó que algunas familias musulmanas de East London tenían «10 o 12 hijos cada una» y que cada todos los días se convertían al islam cientos de personas. Choudary ha hablado contra ciertos elementos de la fe cristiana. En diciembre de 2008 subió un sermón a una página web islámica donde expresaba que «todos los musulmanes tienen la responsabilidad de proteger a sus familias de la influencia desorientadora de la navidad, ya que su observancia conduce al infierno. Cuidado con que se os arranque de vuestro Paraíso; cuidaos de la navidad vosotros y vuestras familias».
En una entrevista para la cadena iraní Press TV (que se subió a internet posteriormente el 11 de abril de 2013) Choudary sostuvo que «Como musulmanes rechazamos la democracia, rechazamos la aconfesionalidad de las instituciones, rechazamos la libertad y los derechos humanos. Rechazamos todo aquello que vosotros promoveis como un ideal... No existe la idea de república en el Islam. Cuando hablamos de la sharia, hablamos de la sharia únicamente. Hablamos de rechazar las Naciones Unidas, el Fondo Monetario Internacional y el Banco Mundial».
En 2013 el grupo de presión británico Hope not Hate ('Esperanza y no odio') presentaron un informe en el que se identificaba a Choudary como «un actor fundamental dentro de la internacional islamista», añadiendo que aunque no existían pruebas que lo vincularan como responsable directo de instigar ningún plan terrorista concreto, «coadyuvó a forjar de la mentalidad de muchos de los que sí tenían dicha vinculación» y «fue mediante sus redes como estos entraron en contacto con grupos terroristas y sus seguidores en todo el mundo». Choudary dijo que tales acusaciones eran «fruto de la fantasía» y que, de ser ciertas, los servicios de seguridad británicos ya lo habrían detenido.
En septiembre de 2014 Choudary dijo de Abu Bakr al-Baghdadi, líder del Estado Islámico de Irak y el Levante, que era «el califa de todos los musulmanes y el príncipe de los creyentes».

## Activismo
Choudary ha asistido con regularidad a concentraciones de protesta y después de la manifestación islamista frente a la Embajada de Dinamarca en Londres el 3 de febrero de 2006, en respuesta al escándalo de la publicación de las viñetas de Mahoma por parte del periódico danés Jyllands-Posten, intervino en calidad de entrevistados en el programa de la BBC Newsnight. Allí defendió a los musulmanes del Reino Unido diciendo que «vivimos en paz dentro de la comunidad que nos acoge, no nos está permitido ir contra la gente de aquí» y sostuvo que la policía había revisado y autorizado las controvertidas pancartas que se usaron en la manifestación. A Choudary lo criticaron otros panelistas del programa, entre ellos la parlamentaria Ann Cryer, Humera Khan, miembro del grupo de mujeres musulmanas Al-Nisa (que lo acusó de contribuir a la demonización del Islam), Sayeeda Warsi, vicepresidenta del partido Conservador, el académico Tariq Ramadan (que sostuvo que los actos de Choudary se habían ideado pensando en una fuerte repercusión mediática) y Roger Knapman, líder del partido antieuropeísta UKIP. El 15 de marzo de 2006 Choudary se encontraba entre los cinco detenidos en relación con la manifestación, que había sido organizada por Al-Ghurabaa. Volvieron a detenerlo el 4 de mayo en el aeropuerto de Stansted por una presunta violación de los términos de su libertad bajo fianza (inglés: 'breach of bail') y lo acusaron de organizar la manifestación sin haber solicitado autorización. El 4 de julio de 2006 fue puesto en prisión y multado con 500 libras más 300 libras de costas procesales.
Al día siguiente, en una conferencia de prensa de Al-Ghurabaa ofrecida en el centro Al Badr de Leyton, Choudary sostuvo que la culpa de los atentados terroristas la tuvo el gobierno británico y añadíó que el entonces primer ministro, Tony Blair, tenía «las manos manchadas de sangre». También instó a los musulmanes a que se defendiesen de todo aquello que entendiesen como un ataque hacia ellos «por cualquier medio que esté a su alcance», refiriéndose al fiasco de la detención de dos musulmanes no culpables en una intervención policial practicada en Forest Gate el 2 de junio de 2006. Varios días después, el 9 de junio de 2006, Choudary organizó una protesta a las puertas de la comisaría de Forest Gate en Londres contra la detención de los dos sospechosos de Forest Gate. Las familias de los dos perjudicados manifestaron que una protesta extremista «solo va a servir para avivar los prejuicios negativos que existen hacia nuestra comunidad» y enviaron un comunicado dirigido a más de veinte mezquitas (se leyeron a los fieles durante la oración) donde instaban a los fieles a no participar en la protesta. Unos 35 hombres y 30 mujeres asistieron a la misma.
En septiembre de 2005 el papa Benedicto XVI dio un discurso en la Universidad de Ratisbona (Alemania) sobre si la fe cristiana era «razonable». En su discurso de Ratisbona disertó sobre la racionalidad en el marco de la fe y citó algunos comentarios del siglo XIV emitidos por el emperador bizantino Manuel II Paleólogo, que el papa parafraseó en los siguientes términos: «muéstrenme lo que Mahoma trajo y descubrirán solo cosas perversas e inhumanas como el mandato de extender su fe mediante la espada». Esta cita se ganó la crítica de musulmanes de todo el mundo, incluido el Parlamento de Pakistán, que condenó al papa por sus comentarios y que pretendió este se disculpara. Posteriormente, el 17 de septiembre, Choudary encabezó un acto de protesta a las puertas de la Catedral de Westminster (católica) donde declaró ante la prensa: «Cualquiera que insulte el mensaje de Mahoma se hará acreedor a la pena capital». El Daily Mail publicó que había manifestado: «Me encuentro aquí para protestar pacíficamente pero habrá gente en Italia y en otras partes que podrían estar dispuestos a llevar esto a cabo [la ejecución del papa]». La policía metropolitana de Londres investigó sus comentarios concluyendo que no se cometió «ningún delito sustancial» durante la manifestación. David Davis, miembro de la oposición parlamentaria, que había manifestado que debía hacerse algo contra Choudary, dijo: «Es una vergüenza porque a los extremistas musulmanes les transmite el mensaje de que nosotros, como país, no tenemos el valor moral de hacerles frente».
Quiso entrar en Francia para manifestarse contra el gobierno francés a raíz de su decisión de prohibir el burka pero se le impidió la entrada en el puerto de Calais. Se le retuvo el pasaporte y se emitió una orden que prohibía su entrada en Francia indefinidamente.
El 13 de diciembre de 2013 Choudary encabezó una marcha de protesta en Brick Lane organizada por Sharia Project ('Proyecto Sharia'), una organización con sede en Londres que reclamaba que se prohibiera a los establecimientos musulmanes vender alcohol. Un empleado de la Mezquita de East London, hablando de las patrullas, describió a Sharia Project como «fuertemente ligado» al grupo prohibido Al-Muhajiroun de Anjem Choudary. Abu Rumaysah, de Sharia Project, había predicho que a la manifestación se unirían «centenares», sosteniendo que participarían grupos de musulmanes venidos hasta de los Midlands. Solo unas pocas docenas de manifestantes participaron en la marcha. Posteriormente Choudary explicó su propósito: «Lo que hicimos fue anunciar ante los dueños de las tiendas que la sharia y el alcorán prohiben la venta de alcohol y que si alguien pretende beber alcohol le costará 40 latigazos. Estabamos allí para enseñarles que el hecho de vivir entre no musulmanes no les excusa, porque la sharia se implantará en el Reino Unido, de modo que deberían ser conscientes de que, aunque la sharia no se aplica hoy, eso no significa que puedan hacer lo que quieran». Choudary dijo que el grupo Sharia Project organizaría más redadas de ese tipo.

## Prisión
El 5 de agostos de 2015 Choudary fue acusado formalmente de cometer un delito en virtud de la sección 12 de la Ley Antiterrorista del año 2000 por hacer apología a favor de una organización proscrita —el Estado Islámico— entre junio de 2014 y marzo de 2015. La fecha fijada para el juicio era el 7 de marzo de 2016, pero se pospuso al 27 de junio de 2016 con una duración estimada de dos semanas. Choudary fue encarcelado el 28 de julio de 2016. El 6 de septiembre de 2016 fue sentenciado a cinco años y seis meses de cárcel. El juez le dijo había «cruzado la línea que separaba la libre expresión de lo que constituía un hecho delictivo».

## Designación como terrorista
El 30 de marzo de 2017 el Departamento de Estado de Estados Unidos declaró a Choudary terrorista global especialmente designado ('Specially Designated Global Terrorist'). Al entrar en esta categoría, sus activos quedan bloqueados y se le prohíbe comerciar o establecer relaciones económicas con estadounidenses.

## Aceptación social
Choydary ha sido muy criticado por la mayor parte de los periódicos británicos, algunos de los cuales lo pintan como un clérigo o predicador radical o extremista. En enero de 2010, Mehdi Hasan, colaborador del periódico The Guardian, escribió: «¿Es Choudary un autoridad islamica cuyas opiniones sean dignas de ser atendidas o tenidas en cuenta? No. ¿Ha sido alumno de alguna de las principales autoridades islámicas? No. ¿Tiene alguna cualificación o acreditación islámica? Ninguna en absoluto. Entonces ¿qué le da derecho a pontificar sobre el Islam, los musulmanes británicos o "el fuego del infierno"? ¿o a proclamarse "juez por la sharia"?». También sostuvo que Choudary no era representativo de la opinión de los musulmanes británicos, así como tampoco representa la opinión de los británicos contrarios a la guerra.
El líder del partido conservador, David Cameron, dijoj que Choudary «es una de esas personas a las que hay que vigilar seriamente en lo que dice porque, en mi opinión, deambula por predios extremadamente cercanos a los de la apología del odio, el extremismo y la violencia».
Salma Yaqoob, por entonces lideresa del partido Respect Party, dijo de Choudary en 2010; «Es un fanático cuya razón de vida es provocar la división. Se embarca en estas provocaciones porque es profundamente hostil a cualquier acercamiento entre musulmanes y no musulmanes. Para él, que la mayoría de británicos —musulmanes y no musulmanes— sean contrarios a la guerra de Afganistán no es algo que sea motivo de celebración sino de temor». Rod Liddle, colaborador del periódico The Spectator, dijo: «Anjem Choudary... es un cretino, uno de esos habladorzuelos oportunistas que seguramente solo da el Reino Unido». También lo han criticado conservadores estadounidenses. Sean Hannity, presentador de Fox News, lo calificó como «un malvado hijo de puta enfermo y mezquino» en una sección de su programa donde se discutían las movilizaciones egipcias de 2011.
Choudary ha sido denunciado por colectivos musulmanes no extremistas. Sin embargo en enero de 2010 Jamie Bartlett, colaborador del periódico Daily Telegraph, aventuró que quizá Choudary contara con «algún» apoyo dentro de las filas de la minoría de musulmanes británicos que podrían ser considerados tradicionalistas. Al año siguiente Peter Oborne, alineándose con la crítica de Sayeeda Warsi al trato recibido por los musulmanes, destacó que Choudary era una excepción dentro los mismos, que en su mayoría eran «gente decente».
La prensa sensacionalista ha criticado descarnadamente a Islam4UK y a Choudary desde que se conocieron los primeros actos organizados por el grupo, refiriéndose a él como «apóstol del odio». En enero de 2010, durante su intervención en el programa de la BBC The Daily Politics, el presentador, Andrew Neil, se interesó por su situación económica personal, en el entendido de que ello era «relevante para nuestros espectadores». Choudary respondió que su economía era una cuestión estrictamente personal: «Tengo una ocupación, cosa que no quiero discutir con Ud. No recibo ayudas estatales por desempleo pero al mismo tiempo sí recibo el subsidio familiar y a la vez soy muy firme en las ideas que también propago». En respuesta a las críticas que recibe por parte de los medios de comunicación, Choudary dijo: «Yo sí creo que se está promoviendo una furia antiislámica en la población».

## Vida privada
En 1996 Choudary se casó con Rubana Akhtar (o Akhgar) que tenía 22 años y se había unido recientemente a Al Muhajiroun, que él dirigía en ese momento. Posteriormente ella pasó a ser jefa de la sección femenina. La pareja tiene cuatro hijos.